# كرفستان (أملش الشمالي)
کرفستان (بالفارسية: کرفستان) هي قرية تقع في إيران في قسم أملش الشمالی الريفي. يقدر عدد سكانها بـ 330 نسمة بحسب إحصاء 2016.